# Mulher segurando uma balança
Pesagem das pérolas (em neerlandês, Vrouw met Weegschaal) é uma obra do pintor holandês Johannes Vermeer. Está realizada ao óleo sobre tela. Acredita-se que foi pintada por volta de 1665. Conserva-se na Galeria Nacional de Arte de Washington DC, Estados Unidos.

## Análise e significado
Até há pouco, esta pintura era conhecida como Mulher pesando pérolas. Uma análise microscópica, porém, revelou que os pratos da balança estão vazios. O brilho nos pratos não vem do amarelo estanho que é usado em outros lugares da tela para representar o ouro. Vermeer representou pérolas com uma fina camada cinzenta culminada com um brilho branco. O brilho do prato é de só uma camada. Além disso, não há pérolas soltas sobre a tábua que indiquem a existência de outras pérolas aguardando a ser pesadas.
Esta análise aparentemente trivial sobre o que é o que está pesando ilumina o significado da obra, pois "Mulher segurando uma balança", como é chamada atualmente, é abertamente alegórica. A mulher fica de pé entre uma representação do Juízo Final que pendura num pesado quadro preto, e uma mesa com moedas e pérolas irisadas, engastadas e luminosas ante um pano de cor azul obscura; a joalharia representaria as posses materiais. A balança vazia sublinha que está a pesar algo espiritual mais do que material. O retrato de Vermeer não proporciona uma sensação de tensão ou conflito, antes bem a mulher exsuda serenidade. Seu auto-conhecimento é refletido no espelho da parede, este objeto tem simbolizado sempre o conhecimento de um mesmo. Portanto, a pintura sugestiona a importância da moderação, da consciência de um mesmo, e uma compreensão plena das implicações de um juízo final.
Torna-se portanto numa natureza-morta de "vanidade", transmitindo que a futilidade deste mundo é pura vanidade. Vermeer logra assim traspor os princípios da natureza-morta ao quadro de interiores e de gênero.

## Composição
A composição foi desenhada para centrar a atenção na pequena e delicada balança que a mulher sustém. A modelo identificou-se como Catharina Vermeer, esposa do pintor, grávida.
Os braços da mulher agem como um quadro, com o pequeno dedo da sua mão direita estendida para indicar o mango horizontal da balança. O fundo do quadro da pintura está até mesmo alterado para proporcionar um nicho parcial para a balança. O quadro acaba mais defronte da mulher do que detrás dela. A complexa inter-relação entre as verticais e as horizontais, os objetos e o espaço negativo, e a luz e sombra dá como resultado uma composição fortemente equilibrada, e ainda assim ativa. A luz penetra pela janela e incide diretamente sobre o rosto da mulher, o que contribui também a dar um caráter atemporal à pintura. Os pratos estão equilibrados, mas dinamicamente assimétricos. Uma limpeza em 1994 revelou que havia um adorno de ouro, previamente não detectado, no quadro preto que proporciona uma ligação tonal com o amarelo da cortina e o vestido da mulher.
Vermeer dotou a Mulher segurando uma balança de um contexto mais abertamente alegórico do que as suas outras cenas domésticas. Como tal, perde algo da interpretação subjetiva de um trabalho menor direto como A garota de azul lendo uma carta. Porém, a magistral composição e execução de Vermeer produzem uma obra poderosa e comovedora.